# Ye Chengzhong

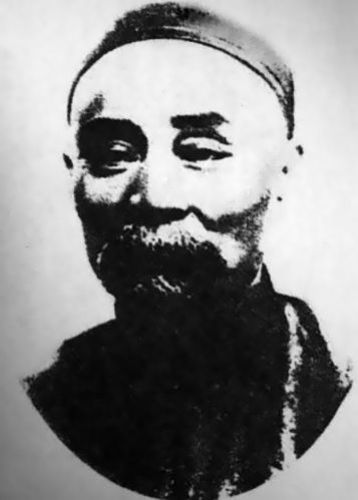
Ye Chengzhong.

Ye Chengzhong (chinesisch 葉澄衷, Pinyin Yè Chéngzhōng, W.-G. Yeh Ch’eng-chung, 叶澄衷; geb. 1840; gest. 1899) war ein chinesischer Geschäftsmann und Philanthrop der in der Schlussphase der Qing-Dynastie gewirkt hat und zugleich als Pionier in der Hartwaren-Industrie wirkte. Seine bedeutendsten Beiträge lagen auf dem Gebiet der Schulbildung.

## Leben
Ye Chengzhong wurde im Zhenhai District von Ningbo in der Provinz Zhejiang geboren. Sein ursprünglicher Name war Cheng Zhong (成忠). Sein Vater starb, als er noch jung war und die Familie lebte in Armut. Mit 14 Jahren verließ er die Schule und begann eine Lehre in einem Lebensmittelladen in Shanghai. Er sparte genug Geld, um sich einen Sampan zu kaufen, von dem aus er Lebensmittel an ausländische Seeleute auf dem Huangpu Jiang verkaufte. Laut der 1987 erschienenen Publikation The Century-Old Famous Factories and Stores in Shanghai mietete im Jahr 1862 ein amerikanischer Geschäftsmann Yes Boot für eine Fahrt, ließ jedoch einen Aktenkoffer voller Bargeld und Wertsachen zurück. Ye wartete geduldig, und als der Mann zurückkam, war er tief beeindruckt von der Ehrlichkeit des Bootsmanns. Dann lieh er Ye das Geld, damit dieser seinen ersten Eisenwarenladen auf der Daming Lu im Bezirk Hongkou von Shanghai eröffnen konnte. 1890 eröffnete Ye die Xiechang huǒ chái chǎng (燮昌火柴厂, Xiechang Match Factory) in Shanghai und 1897 begründete er Zweigfabriken in Hankou im heutigen Wuhan und Suzhou. Ye expandierte in andere Gebiete und gründete 1894 die Lunhua Silk Mill (Seidenspinnerei Lunhua) und investiert in fünf einheimische Banken (钱庄业 qianzhuang ye) und eine westliche Bank, während seine während seine Immobilienfirma über 400 mu (26,66 ha) Land in Shanghais Hongkou Distrikt besaß.
Standard Oil Trust ernannte Ye zu ihrem exklusiven Vertriebs-Agenten in China von 1883 bis 1893. Als „Komprador-merchant“, organisierte er den Vertrieb von Kerosene in Nordchina und den Unteren und Mittleren Yangtze-Regionen.

### Philanthropische Arbeit
Ye richtete die Chengzhong Middle School (上海市澄衷高級中學, Shànghǎishì Chéngzhōng gāozhōngjíxué) in Shanghai ein. Sie wurde zwischen 1889 und 1901 gebaut und Cai Yuanpei war der erste Schulleiter und Hu Shih und Chu Coching gehörten zu den ersten Schülern. Heute beherbergt das Gebäude die Shanghai-Mittelschule Nr. 58 (Shanghai Middle School No. 58) Außerdem spendete er viel Geld für verschiedene andere Wohltätigkeitsorganisationen.

## Tod
Zur Zeit seines Todes im Oktober 1899 wurde Yes Besitz auf sechs bis acht mio. Taels Silber geschätzt dies entsprach einem Zehntel des Steueraufkommens des Qing-Regierung.
Yes frühere Residenz ist heute als Touristenattraktion öffentlich zugänglich.

## Nachkommen
Söhne:
- Ye Yiquan (叶贻铨/葉貽銓)
- Ye Yizhao (叶贻钊/葉貽釗)
- Ye Yiyao (叶贻尧/葉貽堯)